# 雷南格
雷南格（法語：Reiningue，法語發音：[ʁɛnɛ̃g] ⓘ）是法国上莱茵省的一个市镇，属于米卢斯区。

## 地理
雷南格（47°45'2"N, 7°13'53"E）面积18.54 平方千米，位于法国大東部大區上莱茵省，该省份为法国东部内陆省份，是阿尔萨斯的一部分，今与下莱茵省组成了阿尔萨斯欧洲集体，其北临下莱茵省，西接孚日省，西南接贝尔福地区省，东侧沿莱茵河与德国相望，南与瑞士接壤。
与雷南格接壤的市镇（或旧市镇、城区）包括：塞尔奈、吕特巴克、下莫什维莱尔、艾姆斯布伦、什韦古斯坦恩、下比诺普特、比尔诺普莱奥、下阿斯帕克、维特尔赛姆。
雷南格的时区为UTC+01:00、UTC+02:00（夏令时）。

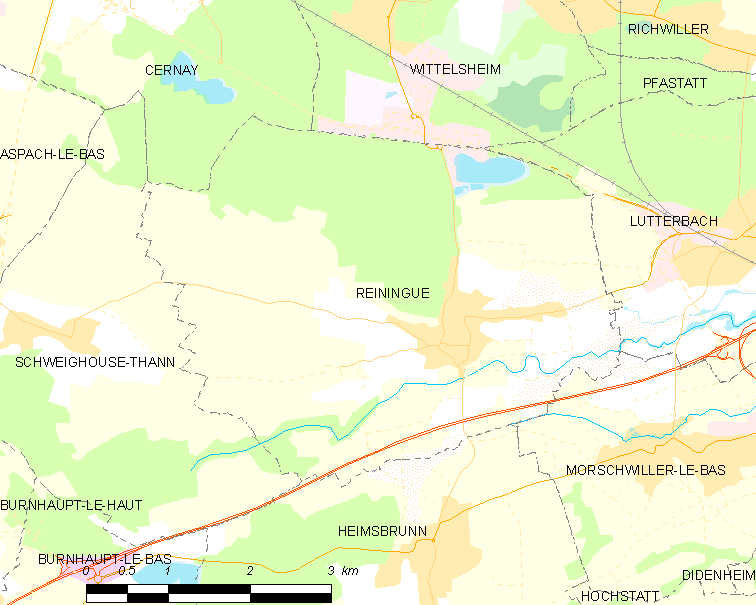
雷南格的OSM定位图

## 行政
雷南格的邮政编码为68950，INSEE市镇编码为68267。

## 政治
雷南格所属的省级选区为京格赛姆县。

## 人口

1962-2008年间雷南格人口变化图示

雷南格于2022年1月1日时的人口数量为1923人。